# Simoom Sound
Simoom Sound är ett sund i Kanada.   Det ligger i provinsen British Columbia, i den sydvästra delen av landet, 3 700 km väster om huvudstaden Ottawa.
I omgivningarna runt Simoom Sound växer i huvudsak barrskog. Trakten runt Simoom Sound är nära nog obefolkad, med mindre än två invånare per kvadratkilometer.